# Punknews.org
Punknews.org är en webbplats skapad 1999 av Aubin Paul. Webbplatsen handlar om musik, då främst inom genrerna punkrock, hardcorepunk, ska, indierock och heavy metal. Punknews.org:s innehåll består av musikartiklar inskickade av webbplatsens användare, som först har granskats av Punknews.org:s redaktörer. Den 1 januari 2006 grundade de tre redaktörerna Aubin Paul, Adam White och Scott Heisel skivmärket Punknews Records (PNR), som låg under skivbolaget Epitaph Records. PNR lanserade enbart några fåtal album innan det lades ned.